# Френк Маккурт
Френк Маккурт (англ. Frank McCourt; 19 серпня 1930 — 19 липня 2009) — американський письменник, лауреат Пулітцерівської премії.

## Життєпис
Маккурт став знаменитим після публікації в 1996 році книги «Прах Анджели» («Angela's Ashes»), що описує події з життя автора, який народився в 1930 році в Нью-Йорку в сім'ї ірландських католиків. Велика депресія примусила сім'ю Маккурта повернутися із США до Ірландії, проте і там їм не вдалося налагодити своє життя.
«Прах Анджели» — дебютна книга Маккурта, що понад 20 років пропрацював вчителем в школі, — була перекладена на 17 мов і стала міжнародним бестселером. За цю книгу в 1997 році він був удостоєний Пулітцерівської премії — найпрестижнішої американської нагороди в області літератури і журналістики. У 1999 році «Прах Анджели» був екранізований. Фільм був висунутий на здобуття «Оскара» і «Золотого глобуса».
Після «Праху Анджели» Маккурт написав ще дві книги «'Tis» і «Teacher Man», які також стали бестселерами.